# New York Red Bulls
New York Red Bulls is een Amerikaanse voetbalclub uit het stadsgebied Newark. Red Bull New York speelt in de Major League Soccer. Hun thuisstadion is de Red Bull Arena in Harrison, New Jersey. Het hoofdkantoor van de organisatie staat in Secaucus, New Jersey. De clubkleuren zijn rood en blauw.

## Geschiedenis

### 1995-2006
De club ontstond in 1995 als New York/New Jersey MetroStars. Het was een van de tien clubs die deelnamen aan het eerste seizoen van de MLS. In dit eerste seizoen kwamen de spelers op het veld in een uitrusting met zwart en witte verticale strepen. Vanaf het tweede seizoen veranderde dit in rood en zwart. Na het tweede seizoen werd NY/NJ uit de clubnaam verwijderd, wat het een van de weinige Amerikaanse sportclubs maakte zonder plaatsnaam in de eigen naam.
Door het aantrekken van een aantal Europese voetbalsterren zoals Roberto Donadoni en Lothar Matthäus, werd verwacht dat de Metrostars de competitie zouden domineren. Het team werd echter geen groot succes, het kon geen enkele nationale prijs winnen.

### 2006-heden
Toen Red Bull de Metrostars in 2006 kocht, besloot het om het team te restylen. Zowel de naam, de kleuren en het logo werd een nieuw pakje aangemeten, met nadruk op de nieuwe investeerder. Het omvormen van de Metrostars tot Red Bull New York zorgde voor grote controverse onder de fans, net zoals in Oostenrijk, waar Red Bull SV Austria Salzburg had herdoopt tot Red Bull Salzburg.

## Erelijst
- MLS Cup

Finalist: 2008, 2024 (2x)
- MLS Supporters' Shield

Winnaar: 2013, 2015, 2018 (3x)
- US Open Cup

Finalist: 2003, 2017 (2x)
- Walt Disney World Pro Soccer Classic

Winnaar: 2010 (1x)

## Stadion

### Red Bull Arena
Sinds het seizoen 2010-2011 speelt Red Bull New York in de Red Bull Arena. Dit stadion biedt plaats aan 25.189 toeschouwers. Op 19 september 2006 is men begonnen met de bouw van het stadion. Het stadion werd op 20 maart 2010 officieel geopend met een vriendschappelijke wedstrijd tegen het Braziliaanse team Santos FC. De wedstrijd eindigde met een 3-1-overwinning. De eerste competitiewedstrijd werd gehouden op 27 maart 2010 tegen Chicago Fire. Ook dit leverde een overwinning op, de Red Bulls wonnen met 1-0.

### Giants Stadium
Vanaf 1996 tot 2009 speelde de club in het Giants Stadium. Dit stadion had een capaciteit van 80.200 toeschouwers. Doordat het stadion eigenlijk een American Football stadion is, heeft de club op 5 augustus 2005 besloten om te gaan verhuizen naar een volwaardig voetbalstadion. Het stadion zou de werktitel Red Bull Park meekrijgen, later werd dit gewijzigd naar Red Bull Arena.

## Overzichtslijsten

### Competitieresultaten sinds 1996
| 7 |

| 9 |

| 6 |

| 12 |

| 3 |

| 6 |

| 9 |

| 5 |

| 6 |

| 6 |

| 9 |

| 6 |

| 8 |

| 15 |

| 3 |

| 10 |

| 4 |

| 1 |

| 9 |

| 1 |

| 3 |

| 10 |

| \| Major League Soccer \| |
| Major League Soccer       |

| Major League Soccer |

- ¹ Niet elk seizoen speelden er evenveel teams in de competitie

## Bekende (oud-)Red Bulls

### Spelers
- Jeff Agoos
- Juan Agudelo
- Chris Albright
- Jozy Altidore
- Dave van den Bergh
- Michael Bradley
- Albert Celades
- Sean Davis
- Youri Djorkaeff
- Roberto Donadoni
- Emil Forsberg
- Thierry Henry
- Tim Howard
- Sacha Kljestan
- Alexi Lalas
- Mike Magee
- Rafael Márquez
- Lothar Matthäus
- Dax McCarty
- Tony Meola
- Matt Miazga
- Lewis Morgan
- Jeff Parke
- Eddie Pope
- Ante Razov
- Claudio Reyna
- Dante Vanzeir
- Peter Vermes
- Ronald Waterreus
- Shaun Wright-Phillips

### Trainers
- Bruce Arena
- Chris Armas
- Bob Bradley
- Jesse Marsch
- Carlos Queiroz
- Sandro Schwarz
- Gerhard Struber